# Afra Mussawisade

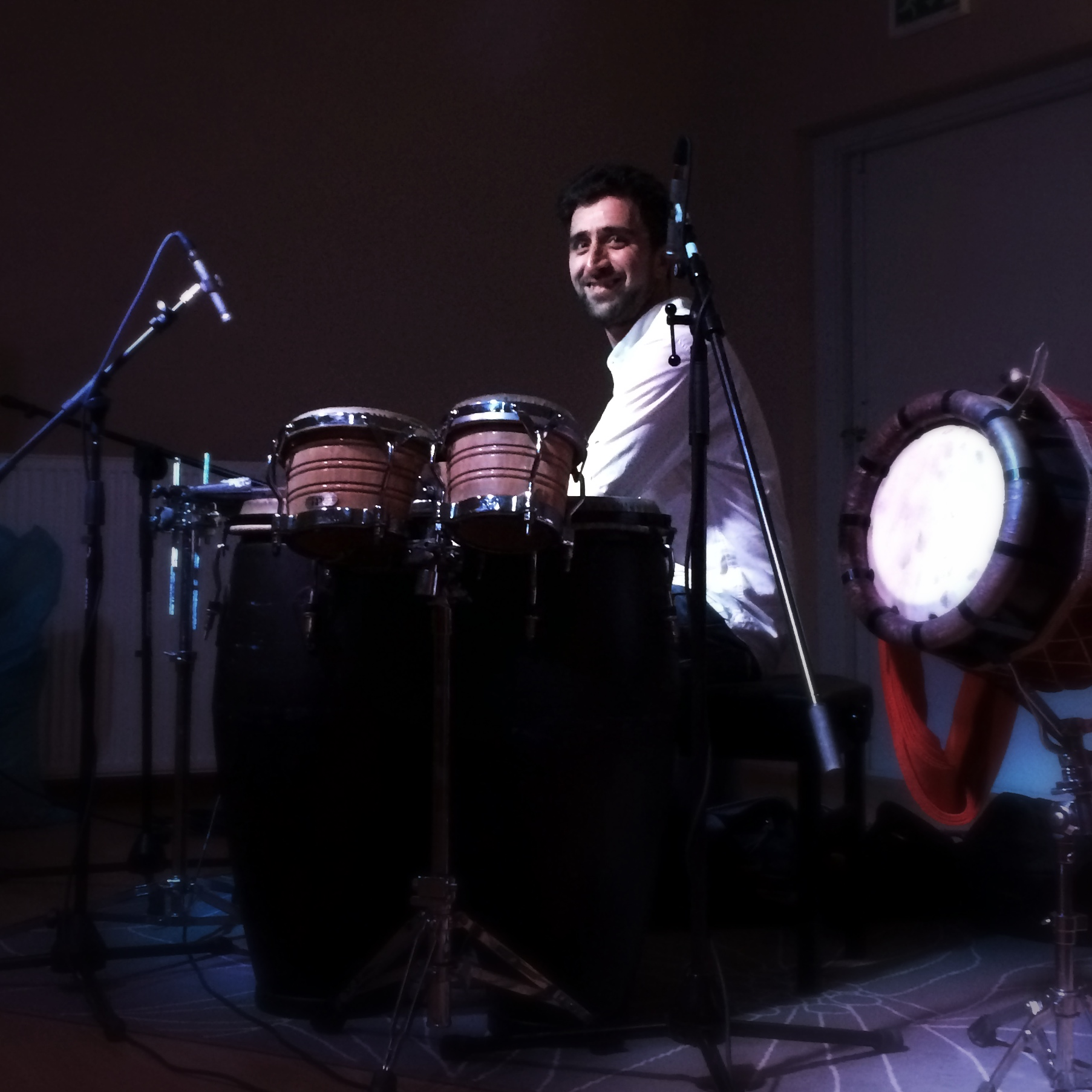
Afra Mussawisade (2014)

Afra Mussawisade (* 26. Juni 1973 in Teheran) ist ein iranischer Perkussionist, der auf dem Gebiet der Weltmusik und des Jazz aktiv ist.

## Leben und Wirken
Mussawisade nahm ab 1979 Unterricht in klassischer persischer Perkussion bei Arjang Kamkar und ab 1980 Tonbak-Unterricht bei Farhangfar. 1983 kam er nach Deutschland, wo er Klavier- und Cellounterricht nahm. Von 1991 bis 1993 studierte er afrikanische Percussion besuchte Meisterklassen bei Luis Conte, Donald Holtermanns, Nicky Marrero, Glen Velez und Alex Acuña. Ab 1994 studierte er lateinamerikanische Perkussion am Konservatorium Rotterdam. Ab 1999 studierte er in Kuba am Konservatorium von Santiago de Cuba und nahm in Havanna privaten Unterricht bei kubanischen Musikern. Seit 2003 studierte er während mehreren Aufenthalten in Indien u. a. am Karnataka College of Percussion in Bangalore südindische Perkussionsmusik. Er arbeitete u. a. mit: Mezzoforte, Praful, Drums United, Till Brönner, WDR Big Band, Xavier Naidoo, Oene van Geel, Ernst Reijseger und Mark Alban Lotz. Gemeinsam  mit dem Gitarristen Florian Zenker und dem Bassisten Jens Loh gründete er 2005 das Trio tiny tribe, das nach seinem Debütalbum Milou (2006) sein zweites Album Strange Stories & Faraway Places (2009) vorlegte.

## Diskografische Hinweise
- Jeroen van Vliet: Thin Air
- Gero Körner: Truth
- Marc Bischoff: Later Is too Late
- Voer: Bite
- Tiny Tribe: Milou
- Schäl Sick Brass Band: Maza Meze (ACT Music)
- Schäl Sick Brass Band: Kesh Mesh (Westparc)
- Bayuba Cante (NL): Cheba (Network Medien)
- Bayuba Cante (NL): Orumilas Dance (Network Medien)
- Praful: One Day Deep (Therapy Records)
- Praful: Pyramid in your Backyard (Therapy Records)
- Praful: Where Spirit Lives (Mystik Productions)
- Praful: Mirror Of The Heart (Mystik Productions)
- Praful: Into Being (Mystik Productions)
- Red Fulka: We Are One (Mystik Productions)
- Gabriel Pérez: Alfonsina (Jazz4Ever Records)
- Gabriel Perez: Bande Grande (Genuit Music)
- Hermosa: Coming Home (Blue Flame rec´s)
- Kemal Ben Hicham: El Mouhajir
- Global Village Orchestra: Globalistics (LopLop Records)
- Barana & co.: Live At The Music Meeting
- Barana & Co.: Illeriye Anilar
- Timucin Sahin: Rare Falcons
- Don Abi: Act of Love
- Manfred Leuchter Trio: Pas de Trois
- Manfred Leuchter: Zina
- Rolf Römer: Tribute to Childhood (GLM Music)
- Mark Lotz Meets Omar Ka, A Fula Calls: Liingu (LopLop Records)
- XamXam: Liberation
- Christoph Titz: When I Love
- Reinhold Westerheide & A. Mussawisade: Anderland
- Jeffrey Bruinsma: Het Gouden Wagentje